# Aaïcha Bergamin
Aaïcha Bergamin (Amsterdam, 7 januari 1932 - Amsterdam, 31 mei 2014) was een Nederlandse transvrouw en transgenderpionier. Bergamin was transgender in een tijd waarin men deze term nog niet kende. Ze was een van de eerste openlijke voorvechters van transgenderrechten in Nederland.

## Biografie

### Jeugd
Aaïcha Bergamin werd in 1932 in Amsterdam geboren als Leonhard Bergamin. Ze voelde zich van jongs af aan al vrouw. Kort na de Tweede Wereldoorlog danste ze als zeventienjarige al in de kleren van haar zus in  jazzclub Casablanca op de Zeedijk in Amsterdam. Zoals ze later zou zeggen: "Ik was een schoonheidsfoutje, een vrouw met een penis."
Nadat haar moeder haar in bed aantrof met een Jamaicaanse danser van het Bazookaballet, werd ze gedwongen opgenomen in een psychiatrische instelling in Heiloo. Vastgesnoerd op een brancard werd ze in een ziekenauto afgevoerd. De artsen lachten haar uit toen ze vertelde dat ze zich een vrouw voelde. Volgens hen was Bergamin "een homo met een trauma". Zij waren van mening dat een jarenlange behandeling van therapieën en elektroshocks haar zou kunnen genezen. Bergamin zou daarvoor tot haar eenentwintigste in de instelling moeten blijven.

### Parijs
Bergamin ontsnapte echter al snel uit de instelling en vluchtte liftend naar Parijs. Ze kwam daar terecht in het bruisende nachtleven vol travestieten en transgenders. Ze vond er werk als danseres in nachtclubs la Différence, le Grand Jeu,  Alcazar en Le Caroussel. Bergamin trad onder andere op onder de artiestennaam Nanny en werd bekend om haar imitaties van Marlene Dietrich. In het cabaret Madame Artur trad ze op met Franse transgender en nachtclubzangeres Coccinelle.
In Parijs begon ze zich op negentienjarige leeftijd als vrouw te kleden. Haar kennismaking met het nachtleven was een belangrijk keerpunt in haar leven. Zelf zei ze hierover: 'Ik was zo groen als gras toen ik in Parijs aankwam. Tussen andere transseksuelen die als vrouw leefden, zag ik wie ik was. Ik heb me ook opgemaakt, heb mijn haar opgestoken en mijn wenkbrauwen geëpileerd. Mijn ziel kwam naar buiten. Ik heb me nooit meer afgeschminkt."
Ze leidde een onrustig bestaan doordat ze een vervalst paspoort had en de Parijse politie haar regelmatig zocht. Ze reisde dan ook meerdere keren naar andere landen waar ze optrad in steden als Hamburg, Nice, Berlijn en Antwerpen.

### Terug in Amsterdam
Na drie jaar keerde Bergamin terug naar Amsterdam. Het was in de jaren vijftig van de vorige eeuw onmogelijk om als transgender persoon in Nederland een 'normale' baan te vinden. Ook kwamen transgenders niet in aanmerking voor een uitkering. Bergamin ging daarom aan de slag als prostituee en later als bordeelhoudster. Ze was daarmee de eerste transgender madam van de Amsterdamse Wallen.
Bergamin was in de jaren 60 tot en met 80 een opvallende persoonlijkheid op de Amsterdamse Zeedijk en in de Warmoesstraat. Ze opende de travestietenbar Bar Oporto (later Madam Artur) op Warmoesstraat 131. Hier trad ze zelf ook op met haar Marlene Dietrich act.
Een Algemene Plaatselijke Verordening (APV) uit de tijd van Napoleon verbood personen 'zich in het openbaar te vertonen in kleding van de andere kunne’. Deze APV was in de jaren vijftig tot en met zeventig motivatie voor de politie om transgender prostituees, zoals Bergamin, regelmatig lastig te vallen, te vernederen en te bespotten. Bergamin zat herhaaldelijk in een politiecel. Ze moest keer op keer boetes betalen en nieuwe kleren en schoenen kopen, omdat de politie haar kleding confisqueerde.

### Hormonen en operatie
Begin jaren vijftig injecteerde Bergamin, net als andere transgenders, zichzelf met hormonen. Voor de vrouwelijke hormonen was ze aangewezen op de zwarte markt in Antwerpen en de in het Wallengebied werkzame huisarts Jan Groothuyse.
In 1952 bereikte het nieuws van de Amerikaanse Christine Jorgenson, die een genderbevestigende operatie in Denemarken onderging, de transgendergemeenschap in Nederland. Volgens Bergamin was dit het moment waarop haar situatie een naam kreeg. En ze realiseerde zich dat een dergelijke operatie nodig was om werk buiten de prostitutie te vinden.
Eind jaren zestig had Bergamin conctact met Dr. Otto de Vaal, de eerste arts, die in Nederland transgenders openlijk hielp met hormoonbehandelingen. De Vaal beschreef ervaringen van Bergamin in zijn boek Man of Vrouw? Dilemma van de transseksuele mens.
Tot halverwege de jaren 70 was genderdysforie nauwelijks bekend in Nederland. Artsen die mensen hielpen met een geslachtsverandering, zouden snijden in een gezond lichaam. En transgenders zouden geestesziek zijn. Tot die tijd reisden transgender personen naar Casablanca of Londen voor genderbevestigende operaties. Maar dat was duur. En Denemarken was ook geen optie meer, omdat de Deense artsen hadden besloten om buitenlanders niet langer te behandelen nadat ze honderden aanvragen uit de hele wereld hadden ontvangen. Daarom wachtte Bergamin op een  chirurg in Nederland die het aandurfde.
Begin jaren 70 onderging Bergamin in het Beatrixoord in het Amsterdamse Oosterpark bij chirurg Philip Lamaker als een van de eerste transvrouwen in Nederland een genderbevestigende operatie. De operatie lukte slechts gedeeltelijk. Waardoor twee jaar later een vervolgoperatie in Engeland plaatsvond.

### Wettelijke erkenning
Ook na haar geslachtsverandering bleven politieagenten Bergamin lastig vallen. Vanuit de gevangenis schreef ze brieven aan juristen, die zich inzetten voor de wettelijke erkenning van transgenders. Haar zaak kwam voor de rechter, waar zij met hulp van dokter Coen van Emde Boas aantoonde dat ze vrouw was. Een betrokken advocaat van de Genderstichting had een maas in de wet gevonden: zogenaamde ‘misslagen’ in geboorteaktes konden verbeterd worden. In 1973 kreeg Bergamin daarom toestemming van de rechter om het geslacht in haar paspoort aan te passen. "Ik heb geen vagina op mijn voorhoofd, maar wel een paspoort waarin staat dat ik vrouw ben. Jullie moeten mij vanaf nu met rust laten." Met die woorden legde Bergamin triomfantelijk haar nieuwe paspoort op de balie van een Amsterdams politiebureau. Eindelijk konden agenten haar niet meer lastigvallen. En vanaf dat moment hoefde ze niet meer als prostituee te werken.
Lange tijd zou Bergamin een van de weinige transgenders zijn, die dit voor elkaar kreeg. Pas twaalf jaar later, in 1985, nam de Tweede Kamer de wet op geslachtswijziging met een grote meerderheid aan, waardoor ook andere transgenders het geslacht in hun paspoort konden wijzigen.
Voor Bergamin betekende haar geslachtsverandering niet alleen erkenning van haar identiteit, maar het gaf haar ook de mogelijkheid om te trouwen. Op 13 juni 1973 stapte ze als eerste transvrouw in Nederland in het huwelijksbootje. Haar echtgenoot was de 22-jarige Marokkaanse Mohammad Moutaabid. Het was voor Bergamin een bijzonder moment, maar de toegestroomde pers zag het vooral als sensatie. Uiteindelijk trouwde Bergamin vier keer. Op haar 65ste trouwde ze met haar vierde echtgenoot, een toen 23-jarige Marokkaan.
Na haar operatie en de aanpassing van haar paspoort bleef Bergamin zich inzetten voor de rechten van transgenders. Op 30 juni 1979 hield ze tijdens een demonstratie voor meer homo-emancipatie in Amsterdam een toespraak. En in 2009 opende ze de polikliniek voor genderdysforie in het VUmc.

### Overlijden
De laatste jaren van haar leven woonde Bergamin alleen in een appartement op drie hoog in de Jan Pieter Heijestraat in Amsterdam. Ze  kreeg longkanker en overleed op 31 mei 2014 op 82-jarige leeftijd in het VUmc. Bergamin overleed vlak voordat de Nederlandse regering een nieuwe wet aannam, die aanpassing van het geslacht in paspoorten eenvoudiger maakte.
Na haar dood werd Bergamin begraven in een anoniem gemeentegraf, omdat er geen geld was voor een grafsteen. Historicus Alex Bakker, die haar aan het einde van haar leven meerdere malen interviewde, vond dit onacceptabel voor, zoals hij zei, "iemand die haar leven lang had geknokt". Samen met dragqueen Dolly Bellefleur startte hij een succesvolle inzamelingsactie om Bergamin toch een grafsteen te geven. Op 28 juli 2015 verzorgde Bellefleur in de kapel van begraafplaats Santa Barbara op de Spaandammerdijk een feestelijke herdenking met vrienden, kennissen, donateurs en pers. Waarna een door kunstenaar Martyn van der Jagt ontworpen grafsteen werd onthuld. De kleurrijke Bergamin rust sindsdien niet meer onder een anoniem cijfer, maar onder een spiegelende steen met glimmende diamanten.
Tien jaar later, in 2024, startte Stichting Vrienden van IHLIA LGBTI Heritage (voorheen Internationaal Homo/Lesbisch Informatiecentrum en Archief) een nieuwe inzamelingsactie met als titel Grafrust voor Aaïcha. Het doel van de actie was voorkomen dat het graf van Bergamin na de gebruikelijke tien jaar grafrust geruimd zou worden.

## Nalatenschap
Bergamin zocht meestal niet zelf de publiciteit op, maar ze was wel zichtbaar en had daarmee impact op de emancipatie van transgenderpersonen in  Nederland. Samen met andere transpioniers, zoals Janine Wegman, manifesteerde ze zich openlijk als transgender. Volgens historicus Alex Bakker is haar nalatenschap dat zij openlijk over haar trans zijn sprak en zich er niet voor schaamde.
In 1991 verscheen de biografie Aaïcha: Het bizarre conflict van een als man geboren vrouw geschreven door Ab Pruis. Pruis schreef de biografie in nauwe samenwerking met Bergamin.
In 2013 kwam Bergamin aan het woord in de aflevering Transgender Pioniers van het televisieprogramma Andere Tijden.
Na het overlijden van Bergamin in 2014 werd Bakker benaderd door een van haar buurvrouwen. Zij vertelde hem dat Bergamin's woning leeggehaald zou worden en vond het zonde dat men haar spullen weg zou gooien. Bakker nam daarop een aantal persoonlijke bezittingen, waaronder make-up spullen, sieraden, foto's en een bontjas, van Bergamin mee. Deze voorwerpen worden sindsdien bij presentaties en tentoonstellingen over de geschiedenis van transgenders gebruikt, waarbij Bergamin uiteraard ook ter sprake komt.
Eind 2015 toonde het Amsterdam Museum persoonlijke verhalen en objecten van transgenders, waaronder de bontjas van Bergamin, als onderdeel van de tentoonstelling Transmission.
In 2018 publiceerde historicus Bakker het boek Transgender in Nederland: Een buitengewone geschiedenis. Bakker bespreekt hierin zes decennia aan transgendergeschiedenis. Hij heeft tijdens zijn onderzoek uitgebreid gesproken met Bergamin. Zij is een van de transgenderpioniers die centraal staan in het boek. Naar aanleiding van het boek gaf Bakker de afgelopen jaren meerdere presentaties waarbij hij ook over Bergamin vertelde.
In oktober 2018 vond op initiatief van Van Gisteren en stichting Jonge Historici in debatcentrum de Rode Hoed in Amsterdam een bijeenkomst plaats onder de naam Hoeren, heksen en heldinnen. Tijdens de bijeenkomst vertelde Dolly Bellefleur het verhaal van Bergamin.
In 2021 organiseerde IHLIA verschillende Lockdown Lectures, waaronder de Lockdown Lecture Aaïcha Bergamin gegeven door Bakker.
Een jaar later, in 2022, verzorgde ILHIA samen met Bakker de tentoonstelling Transgender in Nederland: een buitengewone geschiedenis. Deze tentoonstelling was te zien bij IHLIA in Amsterdam, bij de Studium Generale van de TU/e en in het Vrijheidsmuseum in Groesbeek.
IHLIA beheert daarnaast ongeveer honderd foto’s en een aantal persoonlijke voorwerpen uit de nalatenschap van Bergamin.
Het Amsterdam Museum organiseert begin 2025 in het kader van de 750ste verjaardag van Amsterdam de tentoonstelling Vrouwen van Amsterdam – een ode. De tentoonstelling omvat odes aan vrouwen, die Amsterdam hebben gevormd, waaronder de ode van schrijver en freelancejournalist Tammie Schoots aan Bergamin. Schoots brengt deze ode, omdat Bergamin zoals zij zelf zegt "zo ontzettend veel heeft betekend voor queervrouwen en de stad kleur heeft gegeven".